# باكو دي لوسيا

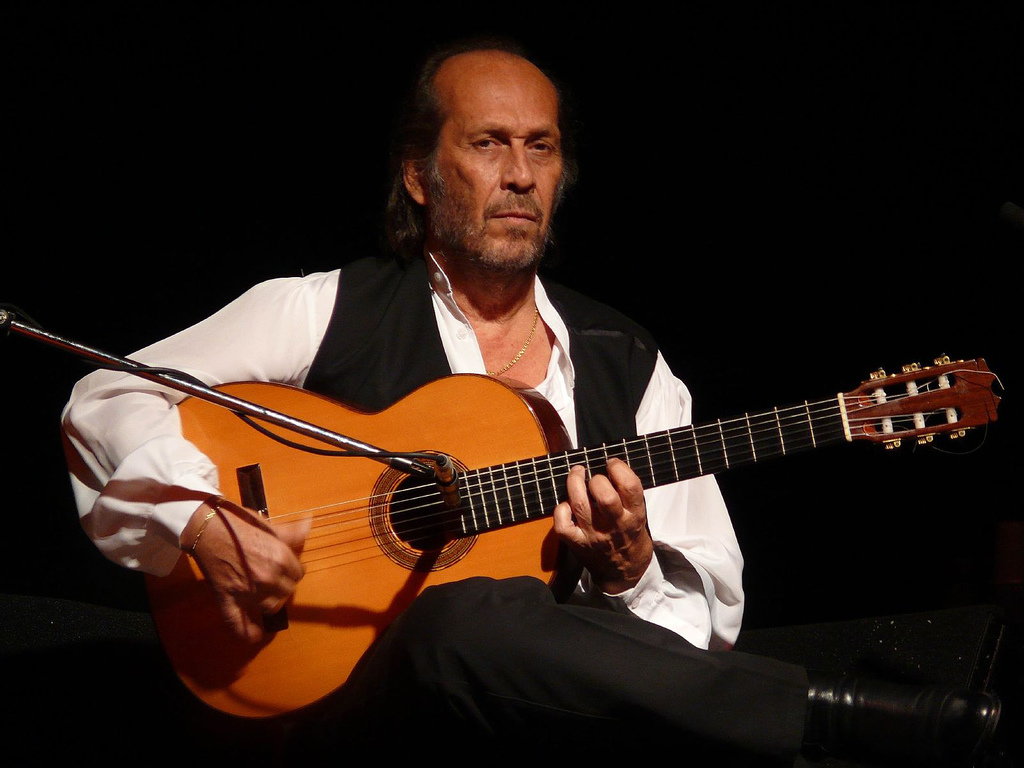
باكو دي لوسيا

باكو دي لوسيا (بالإسبانية: Paco de Lucía) (ولد في 21 ديسمبر، 1947 - 25 فبراير 2014) هو عازف قيثارة فلامنكو من إسبانيا، وأحد أشهر فناني الفلامنكو الجديد في العالم. هو ابن عازف القيثارة أنطونيو سانشيز. يعتبر باكو من أفضل عازفي قيثارة الفلامنكو لدى الكثيرين. لم يكن موهوباً في الفلامنكو فحسب، بل كان أيضاً من فناني الفلامنكو القلة الموهوبين أيضاً في الأنواع الموسيقية الأخرى كالجاز والموسيقى الكلاسيكية.
اسم باكو الحقيقي هو فرانشسكو سانشيز غوميز (بالإسبانية: Francisco Sánchez Gómez). ولد في الجزيرة الخضراء، بمقاطعة قادس، جنوب إسبانيا. لقب بهذا الاسم لان اسم أمه لوسيا غوميزو ذلك للتفريق مع من يحمل اسم باكو في نفس الحي. في عام 1958، حين كان يبلغ من العمر 11 عاماً ظهر لوسيا في راديو الجزيرة الخضراء، وحصل بعد عام على جائزة خاصة في مسابقة للفلامنكو.

## طفولته
ولد باكو دي لوثيّا في الجزيرة الخضراء، في قادش الأندلسيّة، لموسيقار فلامنكو فقير بشكل مدقع، وزوجته البرتغاليّة الأصول لوثيّا. ظهرت موهبة باكو سريعاً، ورافقها دعمٌ كبير من أهله، إذ كان أخوه الأكبر قد سبقه إلى ميدان الفلامنكو على خطى والده. بعد خروجه من الحيّ الفقير. استبقى باكو الكناية بأمّه، كما كانت تتحدث عنه نسوة الحيّ، اسماً فنياً له. كان في هذا الاختيار وفاءٌ للأم، وأيضاً احتفاظٌ أبدي بلهجة ولكنة الأحياء الأندلسيّة الفقيرة في بحر السواد الذي عناه العقدان الأولين من ديكتاتورية فرانكو. تلك الأحياء التي تختلط فيها الأصول الغجرية بتلك «الباجيّة». باكو «باجي»، أي أنّ أصوله العائلية ليست غجريّة.
اكتشف المنتجون موهبة باكو دي لوثيّا حين كان ما يزال مراهقاً، وعن طريقهم دخل في مشاريع فنّية عديدة -من بينها الانضمام إلى موسيقيي فرقة أنطونيو غاديس، أشهر راقصي إسبانيا في القرن العشرين- وجاب، برفقة هذه المشاريع، أركاناً متباعدة من العالم، لا سيما في الأمريكتين. كلّ هذا قبل أن يبلغ باكو العشرين من العمر، وقبل أن يمرّ بالمحطة الأهم والأشهر في حياته: كامارون ديلا إيسلا.

## في الموسيقا
تعرّف باكو دي لوثيّا على كامارون ديلا إيسلا عام 1969، أي في نفس العام الذي وصل فيه الإنسان إلى القمر، حسبما كان يُذكّر باكو ساخراً في مقابلاته الصحفيّة. وكامارون ديلا إيسلا (أي «جمبري الجزيرة»، بالإسبانيّة) هو الاسم الفنّي لخوسي مونخي فيرنانديث، وهو شاب غجري يشترك مع باكو دي لوثيّا في الأصول القادشيّة ويصغره بعام. توفي كامارون ديلا إيسلا عام 1992 بسرطان الرئة، وتحوّل حينها إلى أسطورة عند أهل الفلامنكو، لا سيما الغجر منهم، تتوازى، في القامة الأيقونيّة، مع تشي غيفارا عند اليساريين، إذ يُعتبر أهم قامة غنائية أنجبها الفلامنكو في العصور الحديثة.
أنتج دويتو كامارون وباكو، بين عامي 1969 و1979 تسع إسطوانات، جميعها نجحت جماهيريّاً وأسست فنيّاً لظاهرة هي الأعظم في تاريخ الفنون الموسيقيّة الإسبانيّة الحديث. تراوح طراز هذه الإسطوانات بين الفلامنكو الأكثر «أرثوذكسيّة» وتجديدات ومزوجات جريئة مع أنماط موسيقيّة تعرّف عليها باكو دي لوثيّا خلال أسفاره بين الأمريكتين، مثل الجاز والبلوز والبوسا نوبا البرازيليّة. يُحسب لباكو دي لوثيّا أيضاً أنه استورد من الموسيقى الفلكلوريّة في البيرو آلة «الصندوق» الإيقاعيّة، وأدخلها في منطق الفلامنكو الأكثر كلاسيكيّة. لا يمكن أن يغيب إيقاع الصندوق اليوم عن أي مقطوعة فلامنكو.
عام 1979 انفصل باكو دي لوثيا عن كامارون. توجّه باكو لتأسيس فرقة سُداسيّة ليعمل من خلالها على رفع غيتار الفلامنكو إلى مصاف النخبة الموسيقيّة العالميّة، لتنفتح أمامه أبواب أهم مسارح وصالات الموسيقى في العالم، فيما توجّه كامارون، برفقة عازف غيتار اسمه «توماتيتو» (طماطم، بالإسبانيّة) نحو تجذير تحديث الفلامنكو ورفع القداسة الطهرانية عن مزجه بأنماط موسيقيّة مثل الروك.
كانت حقبة باكو دي لوثيا وكامارون ديلا إيسلا معاً، وأيضاً عملهما اللاحق المنفرد، هي حقبة جوهريّة في دورها كإعادة تأسيس لكل المعنى الموسيقي، بل والثقافي إجمالاً، في إسبانيا. قبلهما كان الفلامنكو طرازاً موسيقيّاً متقادماً، صدئاً، يعلوه الغبار، يكاد لا يخرج من الحانات المتواضعة في أفقر أحياء الجنوب الإسباني إلا ليزور برامج الموسيقى الفلكلوريّة المُملّة، بالأبيض والأسود، في التلفزيون الإسباني، أو لتقديم وصلات متواضعة ومكرورة في المهرجانات «الفنّية» السخيفة التي تُقام على هامش المناسبات الدينيّة أو «الوطنيّة» في تلك العقود. لا يمكن المرور على التحوّل الفني والموسيقي للفلامنكو من هذا الشكل الرمادي إلى اللون الفنّي الرفيع الذي وصل إليه اليوم، بشُهرةٍ عالميّة، مروراً بحقبة تمرّد على طهرانيي النوع وسادني حمايته من «التلويث» بألوانٍ أخرى، تمرّد لا يمكن قراءته إلا كجزء من الانعكاس الفنّي لحالة الغليان والتمرّد في الشارع الإسباني، خصوصاً القطاع الشاب منه، خلال سنوات حكم الديكتاتور الأخيرة وبداية عهد التحويل الديمقراطي في أواسط السبعينيّات، من دون الاعتراف بدورٍ طليعي وجريء لكامارون وباكو دي لوثيّا. لم يكن بالإمكان أن نسمع، وأن نسمع عن، أسماء مثل إنريكي مورينتي، أو خوسيه ميرثي، لولا التفجير الذي أسس له باكو وكامارون.
في صيف 2013، قدّم باكو وصلة أسطوريّة تبدو اليوم وكأنها وصيّته الأخيرة، حين ختم، برفقة موسيقار الجاز الشهير جيك كوريا، مهرجان سان بيتوريا- غاستيث السنوي للجاز، في عاصمة إقليم الباسك، بتقديم بعض مقطوعاته الأشهر، قبل أن ينغمس مع رفيقه في وصلة ارتجاليّة غير مخطّط لها دامت أكثر من ساعة وأوقفت كل الجمهور على أقدامه طوال الوقت مصفّقاً بذهول. عدّة مجلات موسيقيّة متخصصة اعتبرت أن تلك الوصلة كانت أهم حدث موسيقي أوروبي عام 2013.

## حياته العامة
لم ينغمس باكو دي لوثيّا في الحياة العامة الإسبانيّة خارج الأطر الفنّية والموسيقيّة. لم يُخف، في شبابه وفي الزمن المتقدّم، ميوله السياسية نحو اليسار، رغم أن زوجته الأولى كانت ابنة أحد أبرز جنرالات فرانكو، لكنه تجنّب ظاهرة الفرز الحاسم لدور الفن والفنانين خلال السبعينيّات وأوائل الثمانينيّات في إسبانيا. كغيتاره، وكالفلامنكو إجمالاً، كانت حواراته الصحافيّة طافحة بلمعات ذكيّة من الكوميديا السوداء.
قضى باكو دي لوثيّا الفترة الأخيرة من حياته مفعماً بالحيويّة، ومنغمساً في حياة عائلية هادئة بين مايوركا، الأندلس، والمكسيك.

## الألبومات
- Paco De Lucia y Ricardo Modrego - Dos Guitarras Flamencas en Stereo - 1965
- Paco De Lucia y Ricardo Modrego - Doce Exitos Para Dos Guitarras Flamencas - 1965 -
- Paco De Lucia y Ricardo Modrego - Doce Canciones de Garcia Lorca para Guitarra - 1965 -
- Paco de Lucia y Ramon de Algeciras - Dos guitarras flamencas en America latina - 1967 -
- Paco De Lucia y Ramon de Algeciras - Canciones Andaluzas para Dos Guitarras - 1967 -
- La Fabulosa Guitarra de Paco De Lucia - 1967 -
- Paco De Lucia y Ramon de Algeciras - Doce Hits Para Dos Guitarras Flamencas y Orquesta de Cuerda - 1969 -
- Paco de Lucia y Ramon de Algeciras en Hispanoamerica - 1969 -
- Hispanoamerica - 1969 -
- Fantasia Flamenca De Paco De Lucia - 1969 -
- El Duende Flamenco - 1972 -
- Fuente y Caudal - 1973 -
- Paco De Lucia en Vivo desde El Teatro Real - 1975 -
- Almoraima - 1976 -
- Paco De Lucia Interpreta a Manuel De Falla - 1978 -
- Castro Marin - 1980 -
- Recital de Guitarra - 1981 -
- Solo Quiero Caminar - 1981 -
- Paco De Lucia, Al Di Meola & John McLaughlin - Friday Night in San Francisco - 1982 -
- Paco De Lucia, Al Di Meola & John McLaughlin - Passion, Grace & Fire - 1983 -
- Paco De Lucia & The Sextet - Live... One Summer Night - 1984 -
- Entre Dos Aguas - 1986 -
- Siroco - 1987 -
- Zyryab - 1990 -
- Concierto De Aranjuez - 1991 -
- Paco De Lucia & sextet - Live In America - 1993 -
- Antologia - 1995 -
- Paco De Lucia, Al Di Meola & John McLaughlin - The Guitar Trio - 1996 -
- Luzia - 1998 -
- Cositas Buenas - 2004 -

## وصلات خارجية
- باكو دي لوسيا على موقع IMDb (الإنجليزية)
- باكو دي لوسيا على موقع ألو سيني (الفرنسية)
- باكو دي لوسيا على موقع ميوزك برينز (الإنجليزية)
- باكو دي لوسيا على موقع أول ميوزيك (الإنجليزية)
- باكو دي لوسيا على موقع ديسكوغز (الإنجليزية)
- باكو دي لوسيا على موقع قاعدة بيانات الفيلم (الإنجليزية)
- الموقع الرسمي
- تاريخ موسيقى الفلامنكو